# Distretto di Polizia
Distretto di Polizia è  una serie televisiva italiana, andata in onda in prima visione su Canale 5 dal 26 settembre 2000 fino al 15 gennaio 2012.

## La serie
Composta da undici stagioni per un totale di 282 episodi, la serie racconta le vicende degli agenti della Polizia di Stato che lavorano all'interno del commissariato X Tuscolano, nel quartiere Tuscolano a Roma. È stata girata fin dall'inizio in 16:9, ma fino alla stagione 8 la trasmissione in prima visione era in 4:3 letterbox.
Nel corso degli anni, il telefilm ha subito numerosi cambiamenti nel cast e alcune variazioni stilistiche; tuttavia ha sempre mantenuto le stesse caratteristiche di fondo, comuni a tutti gli episodi e a tutte le stagioni. All'inizio di ogni episodio viene presentato un reato, solitamente di natura violenta: un omicidio, un'aggressione, una rapina, ecc.. Gli agenti del "Decimo" indagano su questo reato, risolvendolo entro il termine dell'episodio. Salvo qualche eccezione, questi "casi di puntata" non hanno ripercussioni negli episodi successivi. Nelle ultime stagioni, alcuni di questi casi sono stati ispirati da reali vicende di cronaca nera italiana.
Ogni stagione è contraddistinta da una "linea gialla", la cui indagine si dipana nel corso di tutti i suoi episodi. Negli anni, tali indagini sono state legate alla criminalità organizzata oppure a eventi che hanno toccato molto da vicino la vita del commissariato, come l'uccisione di uno degli agenti del Decimo o di un loro familiare oppure alla cattura di un latitante. Vi sono anche i casi di puntata (omicidi, rapine, stupri) risolti dagli ispettori in carica al X. 
Le due linee investigative sono inframezzate, dalla prima alla decima stagione, dalle vicende dei sovrintendenti Antonio Parmesan, Vittoria Guerra, Giuseppe Ingargiola e Ugo Lombardi, i quali si trovano a dover affrontare principalmente problemi di vita quotidiana (non necessariamente legati al loro lavoro) o a indagare su casi più leggeri, che si affiancano al caso principale dell'episodio. Le loro vicende hanno il compito di alleggerire la tensione della storia principale, creando spesso veri e propri siparietti più vicini alla commedia che non al poliziesco; nell'undicesima e ultima stagione tale linea più leggera ha visto come protagonisti i personaggi di Anita Cherubini e Otello Gagliardi.
Dopo la messa in onda originale, nel corso degli anni la serie è stata trasmessa in replica su Canale 5, Mediaset Plus, Italia 1, Rete 4, 20, For You (solo in fascia notturna), Iris, Top Crime e Mediaset Extra. Inoltre, la serie è disponibile interamente sulla piattaforma streaming Mediaset Infinity.
Dal 2015 al 2017 è andato in onda lo spin-off (non il sequel), dal titolo Squadra mobile.

## Trama

### Prima stagione
Tematica della prima stagione: Lotta contro la mafia
Il Commissario Giovanna Scalise decide di trasferirsi dalla Sicilia a Roma per motivi di sicurezza, sostituendo il Commissario Grimaldi (personaggio mai apparso nella serie, ma menzionato dal Sovrintendente capo Antonio Parmesan) alla direzione del Commissariato "X Tuscolano", ufficio di Polizia competente sull'omonimo quartiere. Filo rosso di questa serie saranno le indagini volte ad arrestare i mandanti e i killer del marito del Commissario, Ferdinando, giornalista ucciso dalla mafia siciliana in un agguato al mercato del pesce di Gela.
Il Commissario Scalise, che assume subito le particolarità del capo autoritario ed esigente, incomincia a conoscere questa sua nuova squadra con la quale non si aprirà molto nella prima parte della serie. Il vice, l'Ispettore capo Roberto Ardenzi, scoprirà (con una sua indagine personale e segreta) il passato della Scalise, mettendo poi al corrente i colleghi. La squadra, determinata subito nel proteggere il suo Commissario, si accorgerà di aver aperto un conto difficile da chiudere. Infatti Vito Tonnara, il boss della cosca dei Tonnara, organizza un agguato contro Livia, la figlia della Scalise, ma a cadere sotto i colpi sarà Nina Moretti, giovane Agente scelto impegnata nella scorta della figlia maggiore del Commissario Scalise insieme con l'Ispettore Walter Manrico. La morte di Nina porterà sgomento negli agenti del X Tuscolano i quali, spinti dalla rabbia e dal dolore, continueranno questa lotta che avrà come epilogo il Maxi Processo che vedrà tutti quanti gli imputati (la famiglia dei Tonnara e il boss Vito, latitante) condannati all'ergastolo. In particolare si scoprirà che le mosse degli agenti del X Tuscolano erano previste dagli uomini del boss Vito Tonnara grazie a una talpa, il Sostituto Procuratore Arturo Stasi, che, ricattato dal boss, aveva accettato di tradire lo Stato. Stasi, divorato dalla vergogna e dal rimorso, si impiccherà poco prima del Maxiprocesso.

### Seconda stagione
Tematica della seconda stagione: La vendetta di Vito Tonnara
Giovanna Scalise decide di restare nel distretto che l'ha accolta e protetta e incomincia una nuova storia d'amore con l'ispettore Walter Manrico mentre Carmine Tonnara, il figlio di Don Vito, muore in carcere. La famiglia mafiosa dei Tonnara dopo il Maxi Processo è stata completamente smantellata. L'unico ancora a piede libero è il capoclan Vito Tonnara, che, accecato dalla vendetta, cerca in tutti i modi di eliminare il Commissario Scalise, che ha portato alla decadenza prima e alla rovina poi la sua famiglia e la sua vita personale. Il Commissario Scalise, che nel frattempo aspetta un bambino, subisce un attentato organizzato da Tonnara. Attraverso l'autore dell'attentato mafioso, Rosario "Saro" Gioncardi, un ragazzo amico del figlio del boss, incaricato dell'attentato dallo stesso Tonnara, ripartirà l'indagine sul capo della mafia.
La seconda stagione porterà dei cambiamenti importanti e dei colpi di scena nella storia della serie, che riguarderà in primis la vita privata dell'Ispettore Ardenzi e le circostanze che hanno provocato, nel terz'ultimo episodio, la morte della moglie Angela Rivalta, apparentemente caduta in maniera accidentale da un palazzo nel tentativo di salvare un professore psicopatico determinato a suicidarsi, Ferdinando Monti. Si svolgono i funerali di Angela, Mauro addolorato per il lutto lascia Paula mentre Roberto cerca in qualche modo di riorganizzare la sua vita. Vito Tonnara si aggira pericolosamente fuori dal Commissariato e con uno stratagemma allontana Manrico, Luca e Valeria dallo stesso in modo da entrare indisturbato. Giovanna si trova così senza protezione e trova Vito Tonnara nel suo ufficio; il tempestivo intervento di Mauro distrae Tonnara in modo da far estrarre a Giovanna la sua pistola e uccidere il boss mafioso. Giovanna partorisce, dopodiché comunica a tutti che lascerà il distretto per prendersi una lunga aspettativa per stare con la sua famiglia, tornando così a Palermo.

### Terza stagione
Tematica della terza stagione: Indagine sull'omicidio di Angela Rivalta
Il giovane Commissario Giulia Corsi, al suo primo incarico dopo la frequenza del Corso presso la Scuola Superiore di Polizia, deve fare i conti con l'eredità del padre, magistrato ucciso pochi anni prima e deve vedersela con Carla Monti, assassina di Angela Rivalta, moglie dell'Ispettore Ardenzi. L'indagine prende il via dall'omicidio di un videoamatore che riprende tutta la scena da una finestra. Carla Monti lo scopre e lo uccide, sequestrando tutto quanto il materiale. Il videoamatore però ne aveva fatta precedentemente una copia, occultandola in casa; nel corso di un'indagine, casualmente anche gli agenti del Distretto scoprono quella ripresa e da lì avviano l'indagine.
Ardenzi, che ha ottenuto la promozione a Commissario Capo e il conseguente trasferimento a Bari, decide però di restare a Roma, per scoprire l'assassina di sua moglie. Tuttavia, dopo averla arrestata, decide comunque di non trasferirsi, per l'affetto di Mauro e degli altri colleghi, e del suo nuovo amore, la dottoressa Francesca Volta, separata e madre di un compagno di asilo di sua figlia Mauretta.

### Quarta stagione
Tematica della quarta stagione: Indagine sull'omicidio di Riccardo Corsi e lotta alla pedofilia
Il commissario Giulia Corsi fa i conti con gli assassini di suo padre che faranno di tutto per fermare gli Agenti del X Tuscolano, colpendo il Commissario nei suoi affetti più cari, uccidendo il suo fidanzato, poi futuro marito, l'Ispettore Paolo Libero, che aveva scoperto il luogo dove tenevano i bambini sequestrati dall'organizzazione. A uccidere l'ispettore Libero è Ira Droscorcic, un ragazzo con una doppia vita: coperto dall'insospettabile professione di fotografo è in realtà un complice ed esecutore che lavora per lo stesso clan del mandante dell'omicidio dei genitori di Giulia.
Le indagini rivelano una rete di pedofili, a capo della quale si scoprirà esserci una persona misteriosa, vicina al distretto, che si rivelerà essere il professore De Santis, al quale Giulia aveva chiesto aiuto per le indagini. Il professore, per paura che il padre di Giulia arrivasse a lui, ne aveva ordinato l'omicidio con la complicità di Luigi Greco, capo della scorta del giudice Corsi.

### Quinta stagione
Tematica della quinta stagione: Lotta contro l'ecomafia
Al distretto X Tuscolano arriva un nuovo agente scelto, Anna Gori, che farà coppia fissa con Luca Benvenuto.
Nel frattempo un capitano dei carabinieri, Davide Rea, interpretato da Giampaolo Morelli, cerca di guadagnarsi la fiducia del commissario Corsi e indaga sulla sparatoria durante la quale rimane ferita e in coma la moglie dell'ispettore Mauro Belli, Germana Mori. Il commissario Corsi però non accetta subito l'amore del capitano poiché la ferita dell'assassinio del fidanzato Paolo Libero è ancora aperta.
Il misterioso attentato a Germana Mori, moglie di Mauro Belli, porta l'Arma a scontrarsi con il X Tuscolano che si adopera per scagionare il collega dalle accuse di coinvolgimento nel tentato omicidio di Germana. L'indagine porterà alla scoperta di una rete di inquinamento con scorie tossiche. Mauro è sospettato del tentato omicidio di Germana e dell'uomo che era con lei. Costui si rivela essere stato l'unico che poteva svelare gli intrighi di un'ecomafia riguardo allo smaltimento di rifiuti tossici e Germana, da ottima giornalista, ne aveva approfittato, senza tuttavia farne parola al marito; a seguito di tali presunti segreti da parte della giornalista verso di lui, Mauro incomincia a sospettare che questa lo tradisca. Da qui nasce, nella mente dell'insospettabile organizzazione criminale, l'idea di fare ricadere i sospetti su Mauro e di farlo accusare di essere l'autore del piano. Il capitano Rea viene sospettato di colpevolezza dagli agenti del distretto e di complicità con i criminali; egli accetta i sospetti senza ribellarsi, convinto che all'interno delle forze dell'ordine o ai suoi vertici ci sia una talpa. Continua così a indagare, non escludendo neppure la possibilità che la spia possa essere qualcuno degli agenti del distretto. In questa quinta serie ritorna in parte lo stile della prima serie: non c'è un vero e proprio colpevole, è l'organizzazione mafiosa a gestire l'illecito smaltimento dei rifiuti tossici. Come nella prima serie, più che un colpevole c'è una spia all'interno del distretto che si rivelerà essere, alla fine, sorprendentemente, il procuratore Marco Altieri. Questi, per paura che lo uccidano, recupera un dischetto con tutti i nomi degli industriali che hanno smaltito i rifiuti tossici. Poi lo chiude in una cassetta di sicurezza in banca, e viene quindi arrestato per l'omicidio a sangue freddo di un complice dei criminali, il maggiore Maurizio Sarpi, che aveva cresciuto il capitano Rea come un figlio, e che era anche stato l'organizzatore materiale dell'attentato a Germana e al broker Giorgio Liverani. Purtroppo Altieri e Sarpi erano due anelli deboli della catena di questa organizzazione, i nomi dei componenti della quale stavano tutti nel dischetto ormai scomparso.

### Sesta stagione
Tematica della sesta stagione: Il passato di Roberto Ardenzi e lotta contro Cesare Carrano
La sesta stagione comincia con un cambiamento nella guida del distretto: Giulia Corsi si trasferisce a Trieste per seguire l'amato capitano dei Carabinieri Davide Rea e il suo posto viene occupato da Roberto Ardenzi. Entrano nella squadra l'ispettore Irene Valli (Francesca Inaudi) e l'ispettore Alessandro Berti (Enrico Silvestrin), passato dalla Scientifica al Distretto: tra loro nascerà una storia d'amore. Al centro delle indagini c'è Cesare Carrano, un potente uomo d'affari che 25 anni prima fu visto da Ardenzi (allora solo un ragazzino e Carrano solo un teppista) commettere un omicidio. La paura aveva spinto il giovane Ardenzi a dire alla polizia di non avere visto niente. A distanza di molti anni, Ardenzi ha ora la possibilità di incastrare Carrano, incominciando a indagare sui loschi affari dell'imprenditore.
Nel corso della vicenda, Mauro Belli, da sempre migliore amico di Roberto, viene colpito in una sparatoria contro gli uomini di Carrano, impegnati a liberare il figlio del criminale. Dopo il ricovero in ospedale, Mauro Belli viene dichiarato deceduto. Questa tragedia intensificherà il rapporto d'odio di Ardenzi nei confronti di Cesare Carrano, in quanto a colpire materialmente Belli è stato Gregorio Patriarca, il braccio destro di Carrano. Dopo avere assicurato Carrano alla giustizia il commissario decide di lasciare il X Tuscolano per passare all'Antimafia.
Nell'ultima scena della serie, un flashback riporta gli spettatori al momento in cui Belli viene ricoverato in ospedale in fin di vita. Sul posto giungono due uomini della DIA i quali dicono al chirurgo che, indipendentemente dall'esito dell'operazione, Belli avrebbe dovuto essere dichiarato morto. Tale scena lasciò aperto lo spiraglio di un eventuale ritorno di Ricky Memphis nelle stagioni successive, nel caso in cui l'attore avesse deciso di ricongiungersi al cast. Tuttavia, tale ritorno non è mai avvenuto; lo stesso Memphis ha più volte ribadito la sua contrarietà a un eventuale rientro nella serie. Resta il fatto che i due uomini della DIA erano presenti alle esequie di Mauro, dopo l'operazione, il che tiene in piedi l'eventualità che Mauro Belli sia ancora vivo.

### Settima stagione
Tematica della settima stagione: Lotta contro la 'ndrangheta
Roberto Ardenzi lascia il Distretto per passare all'Antimafia e al suo posto entra in scena il commissario Marcello Fontana. Vi è anche l'ingresso nel cast di Max Giusti, nel ruolo dell'ispettore Raffaele Marchetti. In questa serie, il commissario Fontana deve fare i conti con un'indagine riguardante la 'ndrangheta. Il cattivo è interpretato da Giorgio Colangeli, nel ruolo del potente boss Don Vincenzo Neri, affiancato dal suo braccio destro Sebastiano Morace. L'avvocato del boss spingerà il proprio cliente a fargli organizzare l'omicidio della figlia, Nina Neri, principale testimone dell'accusa al processo, facendosi anche aiutare dal procuratore Corradi, per impedirle di testimoniare contro di lui.

### Ottava stagione
Tematica della ottava stagione: Lotta contro i fratelli Flaviano
Dopo l'uscita di scena del commissario Marcello Fontana, che ha preferito tornare in Calabria con la moglie e il figlio per continuare a seguire le indagini sulle nuove cosche della 'ndrangheta dopo la morte del boss Vincenzo Neri, la direzione del commissariato, a seguito della rinuncia da parte dell'ispettore Alessandro Berti, viene affidata a Luca Benvenuto, promosso a coordinatore protempore (ad interim) in attesa della nomina del nuovo commissario. Al gruppo si aggiungerà anche l'ispettore Elena Argenti (Anna Foglietta), che era arrivata già nell'ultimo episodio della settima serie, e suo fratello Marco (Alessandro Intini).
I nuovi avversari sono i fratelli Valerio (Massimo De Santis) e Giulio Flaviano, a capo di un'organizzazione affiliata al clan del boss della camorra "Don" Luciano Gerace, i quali coinvolgono anche il fratello dell'ispettore Argenti, Marco, ottimo pilota automobilistico. Nel corso della prima puntata, il ragazzo sembra uccidere l'ispettore Irene Valli, che si trova nei pressi di una banca (in realtà a uccidere Irene è Valerio Flaviano) dove i tre stanno effettuando una rapina. Luca e i colleghi del distretto si concentrano sulle indagini per smantellare il clan. Una delle chiavi per entrare nel mondo dei fratelli Flaviano sembra essere Melissa Poggi, la fidanzata di Giulio, che tuttavia viene uccisa da Valerio in ospedale, in quanto testimone scomoda: la ragazza era stata ricoverata dopo essere stata sfigurata dal suo uomo. I fratelli Flaviano vogliono acquistare da un trafficante d'armi sudafricano, un certo Krueger, un imprenditore in giacca e cravatta, un enorme quantitativo di Coltan, una sostanza altamente radioattiva che serve per preparare circuiti e componenti elettronici. Il Coltan, però, è estremamente costoso: i Flaviano dunque organizzano rapine per procurarsi il denaro necessario all'acquisto.
Nel corso della stagione, il sovrintendente capo Antonio Parmesan lascia il distretto per andare in pensione, ma la sua presenza continuerà in ruolo di amico e confidente di alcuni personaggi. Al termine della stagione, Alessandro, rimasto profondamente sconvolto per la morte di Irene, lascia il distretto, partendo per un viaggio in America, dopo aver reso giustizia alla sua compagna.

### Nona stagione
Tematica della nona stagione: Lotta contro la mafia russa
Luca Benvenuto viene nominato commissario del X Tuscolano, mentre dopo i primi quattro episodi uscirà dalla serie anche Raffaele Marchetti. Anche Alessandro Berti ha lasciato il distretto, essendo partito per l'America alla fine della serie precedente. Davanti al distretto avviene una sparatoria, che porterà al ferimento di Raffaele Marchetti, alla morte di un testimone che aveva appena denunciato un omicidio e quella di Carlo Fiorentini, ex fidanzato di Anna. Inizialmente si pensa che la vittima designata dell'attentato fosse il testimone, e che Carlo sia stato ucciso per sbaglio. In realtà si scoprirà che il bersaglio dell'attentato era proprio Carlo e che il testimone è stato ucciso solo per una sfortunata coincidenza.
Le indagini porteranno a individuare nella mafia russa i mandanti dell'attentato. Sarà Anna Gori, promossa a ispettore, a seguire con regolarità l'indagine infiltrandosi nel clan con il ruolo della compagna del mafioso ungherese Dorian Laszlo (interpretato da Rodolfo Corsato), un criminale dal cuore d'oro che uccide solo se è costretto a farlo o se qualcuno lo tradisce. L'uomo si dimostra un padre amorevole con il figlio Abel, che si affezionerà ad Anna come una madre. Il resto della squadra, con l'esclusione di Luca che la guiderà in quanto commissario, per tutta la parte centrale della serie sarà tenuta fuori dall'indagine. Alle vicende delle indagini si alterneranno, come anche nelle serie precedenti, le storie della vita privata del commissario Luca Benvenuto e della sua amica e collega Anna Gori, sempre più uniti nelle scelte di vita e nel pericolo del loro mestiere; gli agenti del distretto conosceranno anche i loro nuovi colleghi, gli ispettori Lorenzo Monti e Gabriele Mancini (interpretati rispettivamente da Stefano Pesce e Flavio Parenti), caratterialmente opposti e ottimi poliziotti. Vittoria Guerra, Giuseppe Ingargiola e Ugo Lombardi si occuperanno sempre delle indagini minori e delle quotidiane denunce, rimanendo però sempre a disposizione del commissario che, in queste nuove indagini, avrà bisogno di tutto il X Tuscolano al completo.

### Decima stagione
Tematica della decima stagione: Il passato di Luca Benvenuto e l'indagine sulla morte di Paolo Libero
La decima serie si apre con il X Tuscolano che rischia di chiudere. Grazie al ritorno a Roma del vicequestore aggiunto Giulia Corsi continua l'attività del commissariato. Arrivano inoltre anche l'ispettore Barbara Rostagno, l'ispettore Pietro Esposito, che affianca sempre l'ispettore Gabriele Mancini, e l'agente scelto Marta Balestra, la quale si innamorerà dell'agente Giovanni Brenta e poi di Ugo, il quale poi tornerà con Sofia, cugina di Giuseppe Ingargiola. Giulia Corsi ritorna per un'indagine riguardante alcuni traffici di droga. Durante l'indagine, si scopre che uno dei colpevoli è Remo Damiani, un amico di infanzia di Luca Benvenuto, anche lui diventato vicequestore aggiunto e che è affiancato dalla Corsi nelle indagini. Con l'avanzare delle indagini, però, si scopre anche che il traffico di droga è strettamente legato alla morte del grande amore di Giulia, l'ispettore Paolo Libero. Giulia Corsi è ancora più motivata a proseguire le indagini anche se molte volte ha idee divergenti da quelle del vicequestore Benvenuto e del procuratore Michele Sinatra. Nel traffico di droga, infatti, è colpevole l'avvocato Luigi Balsamo, a sua volta legato al clan mafioso dei Serao sul quale indagava Giulia in Sicilia. Giulia segue ogni spostamento dell'avvocato ma viene tratta in inganno da quest'ultimo con l'accusa di essere colpevole dell'omicidio di un uomo, in realtà ucciso dallo stesso Balsamo. L'unico che può salvare Giulia è Remo che è entrato nel suo appartamento e ha preso il rullino della macchina fotografia con la quale Giulia scattava foto per incastrare l'avvocato. Solo quando viene rapita Viola, moglie di Remo, quest'ultimo decide di collaborare con la polizia promettendo all'amico Luca di costituirsi appena Viola sarebbe stata libera. Viola viene liberata e Remo si costituisce. Il giorno della sua deposizione, però, nel parcheggio del tribunale avviene una sparatoria e Remo viene ucciso da uno dei sicari inviati da Serao per ucciderlo, ma non prima che Remo riesca a salvare la vita a Luca. Giulia viene scagionata e scarcerata, e subito riprende le indagini insieme a Luca, alla ricerca dell'avvocato Balsamo. Giulia e Luca scoprono dell'esistenza di un archivio dell'avvocato con nomi di persone insospettabili colpevoli di reati odiosi come la pedofilia, tramite il quale Balsamo poteva ricattarli impunemente. Una volta arrestato, egli decide di collaborare chiedendo tutte le misure di protezione come qualsiasi collaboratore di giustizia; la richiesta però non è appoggiata dal vicequestore Corsi. Appena data la nuova identità all'avvocato, egli con una scusa ritorna all'interno della sua abitazione sfilandosi dai poliziotti che devono trasferirlo e riuscendo a scappare passando per l'uscita sul retro e fuggendo con un complice. Per ricattare la polizia, Balsamo fa rapire la figlia del sovrintendente Vittoria Guerra, che dovrà recuperare dal distretto l'hard disk con l'archivio segreto (ancora da decriptare) e riportarlo all'avvocato in cambio della figlia. Attraverso un'invenzione di Giuseppe e del figlio Francesco, riesce a far scoprire ai colleghi il luogo dello scambio. Mentre Vittoria sta per essere uccisa da uno dei rapitori della figlia, intervengono Luca e i suoi. Tutti partono all'inseguimento dell'avvocato Balsamo, che ha già recuperato l'hard disk, e Giulia Corsi arriva prima degli altri. Mentre Giulia disarma Balsamo sul tetto di un edificio, quest'ultimo ingaggia con lei una lotta e Giulia rimane appesa a un cornicione. Balsamo cerca di farla cadere, ma mentre si regge con una sola mano, Giulia riesce a sfilare con l'altra la propria pistola e spara a Balsamo in pieno petto. Balsamo muore precipitando dal palazzo. Giulia Corsi ha così fatto giustizia per il suo grande amore Paolo e Luca ha fatto giustizia per Remo. Giulia torna in Sicilia mentre Luca mantiene la promessa fatta a Remo di stare vicino al figlio Marco.

### Undicesima stagione
Tematica della undicesima stagione: La vendetta di Antonio Corallo e l'indagine sull'omicidio di Luca Benvenuto
Escono di scena Vittoria Guerra e Giuseppe Ingargiola, i quali vengono trasferiti nel commissariato di Bolzano. Il vicequestore aggiunto Luca Benvenuto è in procinto di essere trasferito in un Commissariato di Torino in seguito a una promozione. Il nuovo dirigente del commissario sarà Leonardo Brandi, vecchio amico di Luca che ha vissuto per anni in Germania. New entries anche Paolo Calabresi nel doppio ruolo del sovrintendente Otello Gagliardi e del fratello gemello Ottavio, e Maria Amelia Monti, nel ruolo della sovrintendente capo-psicologa Anita Cherubini, e Ninni Bruschetta nel ruolo del capo della Squadra Mobile Marco Gallo. La stagione si apre con Leonardo Brandi, che si trova in Germania per un'indagine delicata, che si conclude con una sparatoria nel ristorante in cui egli lavorava sotto copertura e con la fuga di un pericoloso criminale, di cui peraltro Leo ha ucciso il figlio nella stessa sparatoria, Antonio Corallo, che porta con sé una valigetta con 100 milioni di euro in contanti. Leo, dopo la sparatoria, decide di tornare dalla sua famiglia a Roma ed è chiamato a sostituire Luca Benvenuto alla guida del X Tuscolano, che, prima della partenza del loro capo, deve fare i conti con la fuga di un carcerato, Rocco Liverani. Mentre tutti sono sulle sue tracce e Leo aiuta il distretto anche prima di entrare effettivamente in servizio, Luca segue un'altra pista per cercare di arrestare il pericoloso criminale: si reca infatti da una prostituta, Ekaterina Ratnikova, che conosceva bene Liverani, per cercare di capire dove potesse nascondersi l'evaso; la donna però non sa nulla, ma fa a Luca il nome di una escort che potrebbe avere qualche informazione su di lui, Mara Fermi; a questo punto si reca all'Appia Sporting, dove solitamente si trova Mara, ma per una fortuita coincidenza si imbatte in un'altra persona: si tratta di Antonio Corallo, il pericoloso criminale sfuggito a Leo due mesi prima in Germania, che si fa trovare da Luca con i 100 milioni. Corallo spara a Luca, prima ferendolo e poi uccidendolo. Incominciano così le indagini del X Tuscolano per cercare l'assassino di Luca, ma sembra tutto a un punto fermo, nonostante Anita Cherubini abbia cercato di stringere un rapporto con Mara, la escort che Luca stava cercando prima di morire. Leo, intanto, scopre che la sua ex fidanzata Valentina Bini, incontrata nuovamente dopo quasi trent'anni, è un'escort ed è amica di Mara. Solo dopo che Corallo vede Leo con Valentina, le indagini sulla morte di Luca cominciano ad arrivare una svolta: Corallo non esita a vendicarsi e usa Valentina per uccidere Brandi, ma senza successo, grazie all'intervento di Pietro proprio mentre Corallo stava per sparare al commissario Brandi. Incrociando i dati sulla morte di Luca e la sparatoria a Leo, gli agenti scoprono che chi ha ucciso Luca e chi ha tentato di uccidere Leo sono in realtà la stessa persona e solo dopo aver parlato con Valentina, Leo scopre che questa persona è proprio Corallo, che intanto, sembra essere scomparso nel nulla, insieme con i 100 milioni e alla sua barca. In realtà l'uomo è più vicino di quanto si creda. Alla fine Corallo decide di uccidere Brandi usando proprio il figlio del commissario, ma proprio mentre entra nell'hotel dove con un inganno si era recato il figlio del commissario, Brandi capisce tutto grazie a una telefonata e arriva in tempo in hotel. Incontrato Corallo, Leo gli intima di gettare la pistola, ma Corallo preferisce uccidersi. Proprio mentre si punta la pistola alla gola, interviene il capo della mobile e miglior amico di Leo Brandi, che spara sulla mano di Corallo, facendogli cadere la pistola, e arrestandolo dopo averlo ferito.

## Episodi
| Stagione            | Episodi | Prima TV  |
| ------------------- | ------- | --------- |
| Prima stagione      | 24      | 2000      |
| Seconda stagione    | 24      | 2001      |
| Terza stagione      | 26      | 2002      |
| Quarta stagione     | 26      | 2003      |
| Quinta stagione     | 26      | 2005      |
| Sesta stagione      | 26      | 2006      |
| Settima stagione    | 26      | 2007      |
| Ottava stagione     | 26      | 2008      |
| Nona stagione       | 26      | 2009      |
| Decima stagione     | 26      | 2010      |
| Undicesima stagione | 26      | 2011-2012 |

## Personaggi e interpreti

### Poliziotti
- Giovanna Scalise (stagioni 1-2, guest 3), interpretato da Isabella Ferrari.
- Mauro Belli (stagioni 1-6), interpretato da Ricky Memphis.
- Roberto Ardenzi (stagioni 1-6, guest 7), interpretato da Giorgio Tirabassi.
- Walter Manrico (stagioni 1-2), interpretato da Lorenzo Flaherty.
- Luca Benvenuto (stagioni 1-10, guest 11), interpretato da Simone Corrente.
- Nina Moretti (stagione 1), interpretata da Serena Bonanno.
- Antonio Parmesan (stagioni 1-8), interpretato da Roberto Nobile.
- Giuseppe Ingargiola (stagioni 1-10), interpretato da Giovanni Ferreri.
- Vittoria Guerra (stagioni 1-10), interpretata da Daniela Morozzi.
- Ugo Lombardi (stagioni 1-11), interpretato da Marco Marzocca.
- Valeria Ruggero (stagioni 2-3), interpretata da Cristina Moglia.
- Giulia Corsi (stagioni 3-5, 10, guest 6), interpretata da Claudia Pandolfi.
- Paolo Libero (stagioni 3-4, guest 10), interpretato da Giorgio Pasotti.
- Corrado Esposito (stagione 4, ricorrente 3), interpretato da Francesco Vitiello.
- Anna Gori (stagioni 5-9, guest 11), interpretata da Giulia Bevilacqua.
- Davide Rea (stagione 5), interpretato da Giampaolo Morelli.
- Irene Valli (stagioni 6-7, guest 8), interpretata da Francesca Inaudi.
- Alessandro Berti (stagioni 6-8), interpretato da Enrico Silvestrin.
- Marcello Fontana (stagione 7), interpretato da Massimo Dapporto.
- Raffaele Marchetti (stagioni 7-9), interpretato da Max Giusti.
- Elena Argenti (stagioni 8-9, guest 7), interpretata da Anna Foglietta.
- Lorenzo Monti (stagione 9), interpretato da Stefano Pesce.
- Gabriele Mancini (stagioni 9-10), interpretato da Flavio Parenti.
- Barbara Rostagno (stagioni 10-11), interpretata da Lucilla Agosti.
- Pietro Esposito (stagioni 10-11), interpretato da Dino Abbrescia.
- Marta Balestra (stagione 10), interpretata da Maria Sole Mansutti.
- Giovanni Brenta (stagioni 10-11), interpretato da Gianluca Bazzoli.
- Leonardo Brandi (stagione 11), interpretato da Andrea Renzi.
- Otello Gagliardi (stagione 11), interpretato da Paolo Calabresi.
- Anita Cherubini (stagione 11), interpretata da Maria Amelia Monti.

### P.M. e collaboratori
- Magistrato Salvatore Arturo Stasi (stagione 1), interpretato da Paolo Maria Scalondro
- Dott.ssa Angela Rivalta (stagioni 1-2), interpretata da Carlotta Natoli
- Sostituto Procuratore Nando Di Francesco (stagioni 1-2), interpretato da Augusto Zucchi
- Vice questore della DIA Roveda (stagione 2), interpretato da Fabio Camilli
- Marco Altieri (stagioni 3-5), interpretato da Bruno Armando
- Aldo Boni capo polizia scientifica (stagioni 3-11), interpretato da Stefano Viali
- Dott.ssa Forti (stagione 6), interpretata da Laura Marinoni
- P.M. Corradi (stagione 7), interpretato da Franco Trevisi
- Maggiore Saverio Patrizi, capo della DIA (stagioni 7-9), interpretato da Danilo Nigrelli
- Tiziana Cattaneo medico legale (stagione 7), interpretata da Elisabetta Pellini
- Dott.ssa Orlandi (stagione 8), interpretata da Sara D'Amario
- Davide Castelli (stagione 9), interpretato da Tullio Solenghi
- Michele Sinatra (stagione 10), interpretato da Edoardo Siravo
- Raimondo Nesi (stagione 8), interpretato da Patrizio Pelizzi
- Marco Gallo (stagione 11), interpretato da Ninni Bruschetta

### Antagonisti
- Vito Tonnara (stagioni 1-2), interpretato da Costantino Carrozza (stagione 1) e da Tony Sperandeo (stagione 2)
- Rosario Vinci (stagione 1), interpretato da Massimo Bando
- Saro Gioncardi (stagione 2), interpretato da Vincenzo Crivello
- Carla Monti (stagione 3), interpretata da Stefania Orsola Garello
- Prof. Pietro De Santis (stagione 4, guest 5), interpretato da Fabrizio Contri
- Ira Droscorcic/Rocco Crisardi (stagione 4), interpretato da Pierluigi Coppola
- Luigi Greco (stagione 4), interpretato da Giuseppe Cederna
- Maurizio Sarpi (stagione 5), interpretato da Glauco Onorato
- Pasquale Terenzi (stagione 5), interpretato da Luigi Di Fiore
- Giuseppe Bondi/Castaldo (stagione 5), interpretato da Thomas Trabacchi
- Antonella Oriani, detta Nina (stagione 5), interpretata da Moira Grassi
- Cesare Carrano (stagione 6), interpretato da Massimo Venturiello
- Gregorio Patriarca (stagione 6), interpretato da Antonio Stornaiolo
- Ruggero Carrano (stagione 6), interpretato da Antonio Ianniello
- Gaetano Maiorca (stagione 6), interpretato da Giuseppe Loconsole
- Vincenzo Neri (stagione 7), interpretato da Giorgio Colangeli
- Avvocato Armando Mantovani (stagione 7), interpretato da Carlo Greco
- Sebastiano Morace (stagione 7), interpretato da Mimmo Mancini
- Giulio Flaviano (stagione 8), interpretato da Jesus Emiliano Coltorti
- Valerio Flaviano (stagione 8), interpretato da Massimo De Santis
- Kruger (stagione 8), interpretato da David Brandon
- Don Luciano Gerace (stagione 8), interpretato da Dante Palladino
- Pavel Musin (stagione 9), interpretato da Aleksandar Cvjetković
- Dorian Laszlo (stagione 9), interpretato da Rodolfo Corsato
- Nadja Rostova (stagione 9), interpretata da Natasha Stefanenko
- Mikhail Popovic, detto "Pope" (stagione 9), interpretato da Romuald Andrzej Klos
- Luigi Balsamo (stagione 10), interpretato da Yorgo Voyagis
- Remo Damiani (stagione 10), interpretato da Marco Giuliani
- Diego Infante (stagione 10), interpretato da Antonio Manzini
- Oscar Romero (stagione 10), interpretato da Tullio Sorrentino
- Antonio Corallo (stagione 11), interpretato da Tommaso Ragno
- Mara Fermi (stagione 11), interpretata da Miriam Leone
- Rocco Liverani (stagione 11), interpretato da Massimo Bonetti

## Location
La serie è stata girata, per quanto riguarda gli interni, negli Studi di Cinecittà, che sono proprio vicini al quartiere Tuscolano; per le riprese del distretto dall'esterno fu utilizzata la facciata dell'Oratorio Salesiano Don Bosco di Piazza Decemviri, sempre nella zona di Cinecittà.

## Riconoscimenti
Distretto di Polizia vince due Telegatti, nel 2003 (Distretto di Polizia 3) e nel 2006 (Distretto di Polizia 5). Tuttavia nel 2004 e nel 2007 arriva al secondo posto (Distretto di Polizia 4 e Distretto di Polizia 6).

## Trasmissioni internazionali
La terza, la quarta e la quinta stagione sono state trasmesse in Ungheria con il titolo Biztos Giulia Corsi. In Francia, la prima e la seconda stagione sono state trasmesse con il titolo Giovanna, commissaire, mentre dalla terza alla quinta con il titolo Julia Corsi, commissaire. È andato in onda, dalla prima alla quarta stagione, anche in Grecia.

## Merchandising
Nel corso degli anni, sono stati pubblicati i cofanetti DVD dalla 1ª alla 9ª stagione, in nove distinti volumi per ogni specifica stagione. Per le prime 2 stagioni, inoltre, sono stati messi in commercio anche delle singole uscite settimanali in DVD. Tutte le varie uscite sono state prodotte da Universal.
Nel febbraio 2019, in occasione del ventennale, è stato distribuito un cofanetto contenente tutte le 11 stagioni, due delle quali non erano mai state precedentemente pubblicate in DVD.

## Spin-off
Dal 2015 al 2017 è andato in onda, sempre su Canale 5, uno spin-off intitolato Squadra mobile: questo vede protagonista il personaggio di Roberto Ardenzi, interpretato da Giorgio Tirabassi, già protagonista di Distretto di Polizia dalla prima alla sesta stagione, che da commissario del X Tuscolano è ora divenuto vice questore aggiunto della squadra mobile di Roma.